# Крымская эвакуация
При сём объявляю для сведения и точного исполнения приказ Главнокомандующего Русской Армией от 29 октября No 0010230:
 «В случае оставления Крыма запрещаю какую бы то ни было порчу, или уничтожение казённого или общественного имущества, т. к. таковое принадлежит русскому народу»
Кры́мская, или Севасто́польская эвакуа́ция, также Русский исход (13—16 ноября 1920 года) — событие Гражданской войны в России, связанное с эвакуацией морем частей Русской армии и сочувствующего ей гражданского населения из Крыма. Коренным её отличием от эвакуаций Одессы 1919 и 1920 годов, Крымской эвакуации 1919 года, Новороссийской эвакуации 1920 года было то, что в европейской части России Белое движение более не обладало контролируемой территорией и исход осуществлялся на чужбину. В советской историографии часто представлялась как конец Гражданской войны (иногда с уточнением «в европейской части России»). Военнослужащие и гражданское население, которое отказалось или не смогло покинуть Крым, стало жертвами массового Красного террора в Крыму.

## История

### Эвакуации 1919 года
В ходе занятия Крыма Крымской советской армией под командованием П. Е. Дыбенко в апреле 1919 войска Антанты (французы, греки) эвакуировались из Севастополя, забрав с собой некоторое количество беженцев, в том числе часть деятелей Второго крымского краевого правительства Соломона Крыма. Белые части отступили на Керченский полуостров и удержали его. Крымская социалистическая советская республика и её руководители Д. И. Ульянов, П. Е. Дыбенко, И. А. Назукин, И. Ибраимов, С. Идрисов проводили относительно мягкую политику по сравнению с бесчинствами зимы 1917—1918 годов и смогли избежать массового террора.

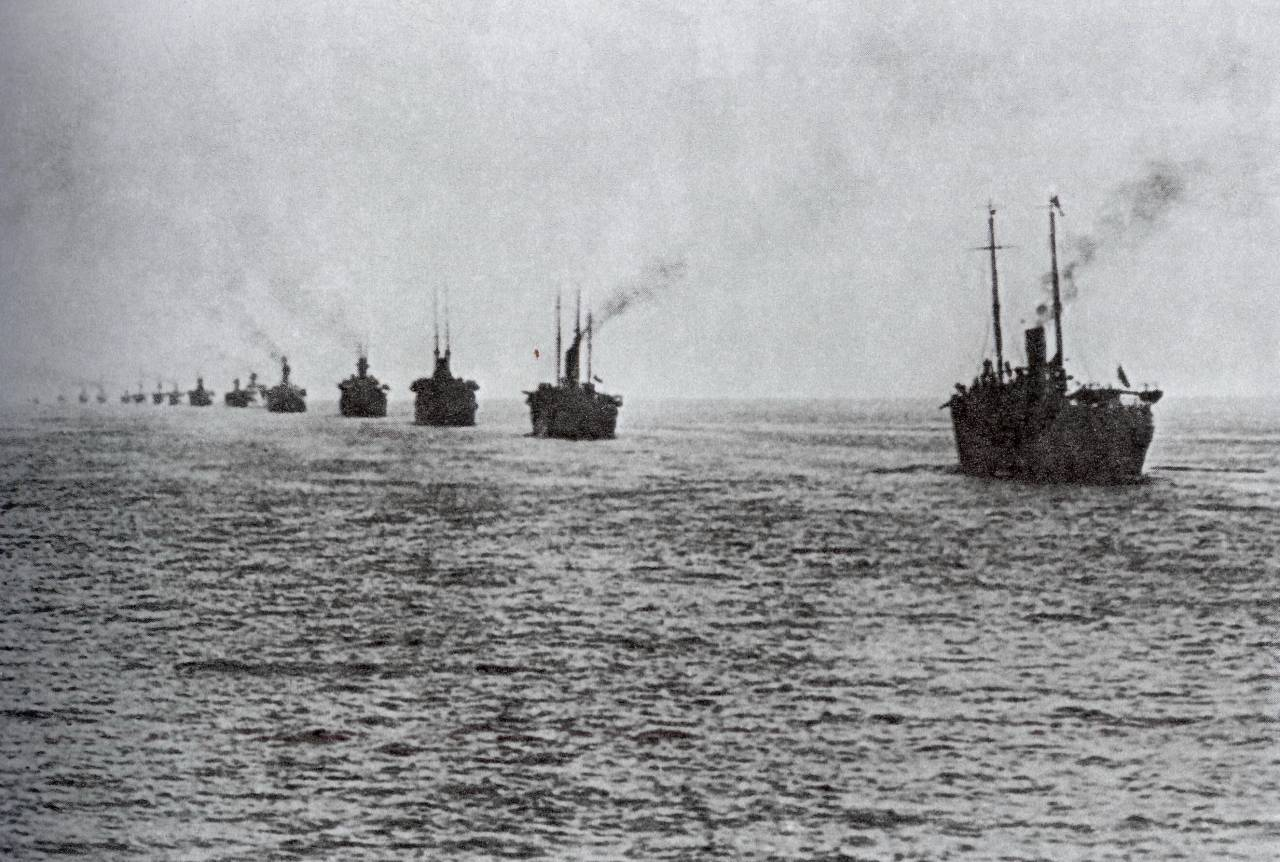
Эвакуация Русской Армии из Крыма

### Подготовка эвакуации 1920 года
В отличие от 1919 года, в 1920 году Белое движение больше не имело контролируемых районов на территории европейской России, а силы РККА усилились многократно.
Необходимость эвакуации назрела сразу после взятия большевистскими войсками М. В. Фрунзе Перекопского перешейка. 11 ноября командующий Южным фронтом Фрунзе, стремясь избежать дальнейшего кровопролития, обратился к Врангелю по радиотелеграфу с предложением прекратить сопротивление и обещанием амнистии сложившим оружие. В. И. Ленин почти сразу отреагировал на этот несанкционированный шаг, телеграфировав, что он «крайне удивлен непомерной уступчивостью условий. Если противник примет их, то надо реально обеспечить взятие флота и невыпуск ни одного судна, если даже противник не примет этих условий, то, по-моему, нельзя больше повторять их и нужно расправиться беспощадно».
С учётом опыта эвакуации из Новороссийска и Одессы штаб Врангеля заранее подготовил план эвакуации, поэтому её выполнение прошло на относительно высоком уровне. Техническую подготовку кораблей и судов флота возглавлял генерал-лейтенант флота, инженер-механик М. П. Ермаков. 11 ноября 1920 года (по новому стилю) Врангель отдает приказ об эвакуации «всех, кто разделял с армией её крестный путь, семей военнослужащих, чинов гражданского ведомства, с их семьями, и отдельных лиц, которым могла бы грозить опасность в случае прихода врага». Отступающая армия разбилась на две группы: первая — в составе 1-го, 2-го армейских и конного корпуса генерала И. Г. Барбовича двинулась на Симферополь и далее на Севастополь и Ялту, а вторая — в составе 3-го армейского, Донского и Кубанского корпусов, 15-й пехотной дивизии двинулись к Керченскому полуострову и Феодосии.
Однако, по данным очевидцев, — Я. А. Слащева и В. А. Оболенского, — эвакуация протекала беспорядочно: «Конечно, не было полного порядка и при эвакуации Севастополя»; «Эвакуация протекала в кошмарной обстановке беспорядка и паники».
В это же время выходит сообщение правительства:

«в виду объявления эвакуации для желающих офицеров, других служащих и их семейств, правительство Юга России считает своим долгом предупредить всех о тех тяжких испытаниях, какие ожидают приезжающих из пределов России. Недостаток топлива приведет к большой скученности на пароходах, причем неизбежно длительное пребывание на рейде и в море. Кроме того совершенно неизвестна дальнейшая судьба отъезжающих, так как ни одна из иностранных держав не дала своего согласия на принятие эвакуированных. Правительство Юга России не имеет никаких средств для оказания какой-либо помощи как в пути, так и в дальнейшем. Все это заставляет правительство советовать всем тем, кому не угрожает непосредственной опасности от насилия врага — остаться в Крыму». 
Многие оставшиеся, в том числе и не служившие в армии Врангеля, позднее стали жертвами красного террора в Крыму.
Бобровский П. С. пережил обе Крымские эвакуации, в 1919 году как министр краевого правительства и в 1920 году как редактор газеты «Южные ведомости». В мемуарах он их сравнивает, и объясняет причины гибели многих оставшихся: «Кажущиеся теперь такими нелепыми сомнения в том, тронут ли большевики своих врагов (а кое у кого даже уверенность, что не тронут), очень распространенные в тот момент в Крыму, были основаны на опыте так называемых „вторых большевиков“… …Это воспоминание, особенно яркое у тех, кто пережил кровавый ужас „первых большевиков“ (январь-май 1918 г.), создавало такое ложное впечатление, что многие, кто должен был и мог уехать, остались и погибли. Были среди погибших и такие, кто хотел, но не смог уехать, но это было ничтожное меньшинство».

Участники Крымской эвакуации
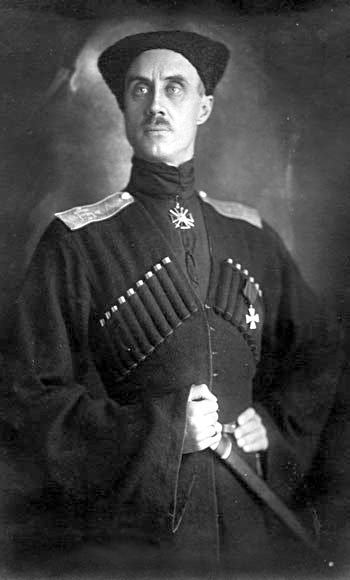
П. Н. Врангель, главнокомандующий Русской армией.
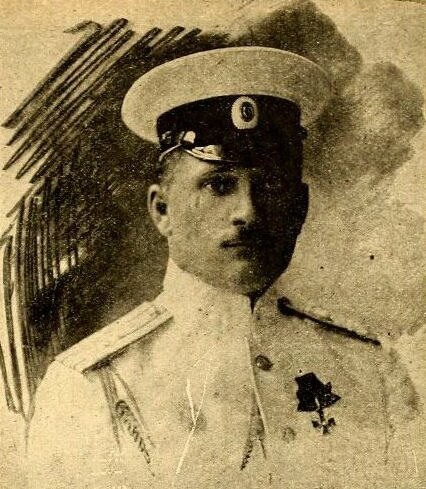
Вице-адмирал М. А. Кедров  командующий Черноморским флотом, командующий эвакуацией.
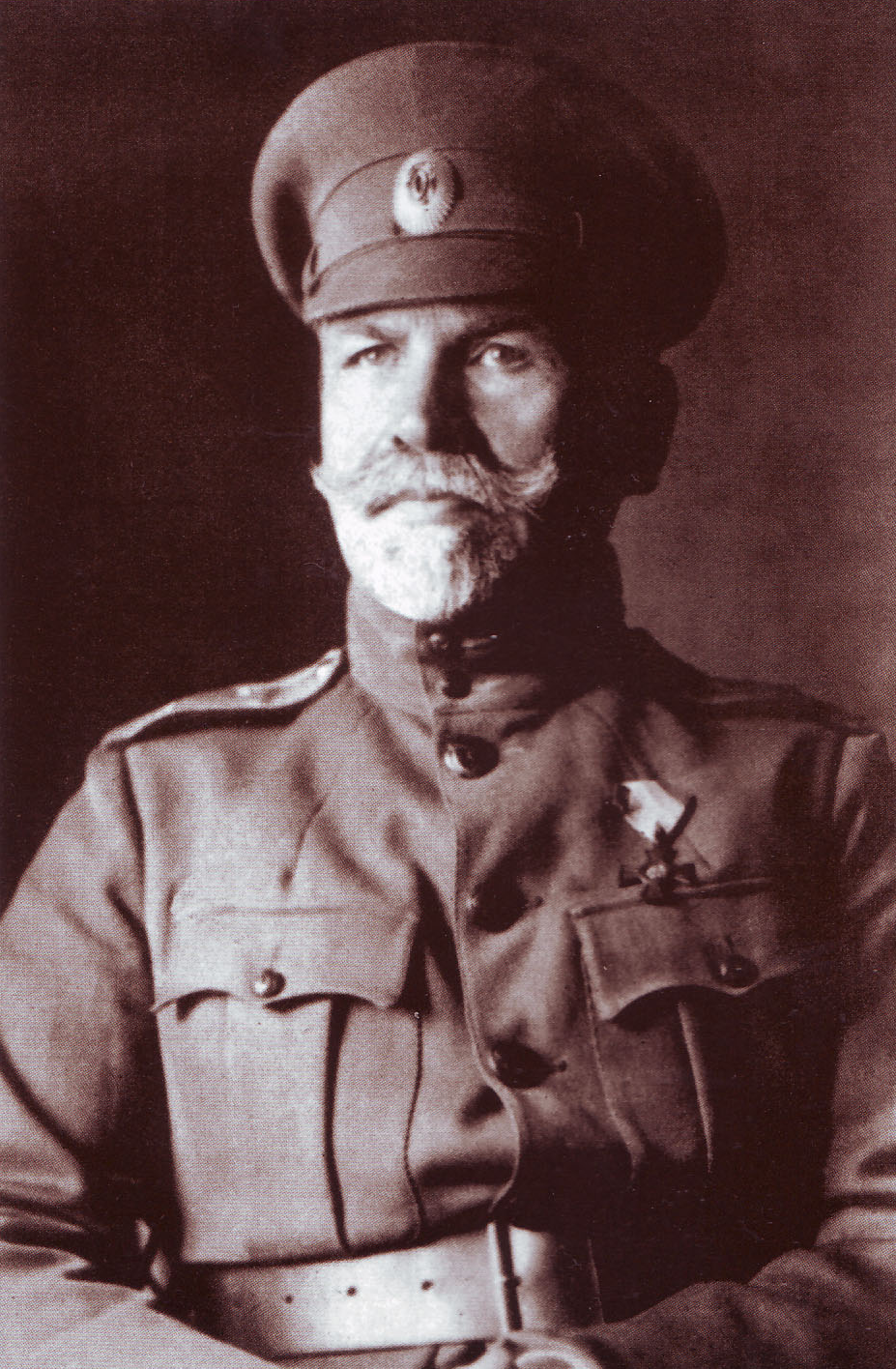
Генерал-лейтенант Ф. Ф. Абрамов.
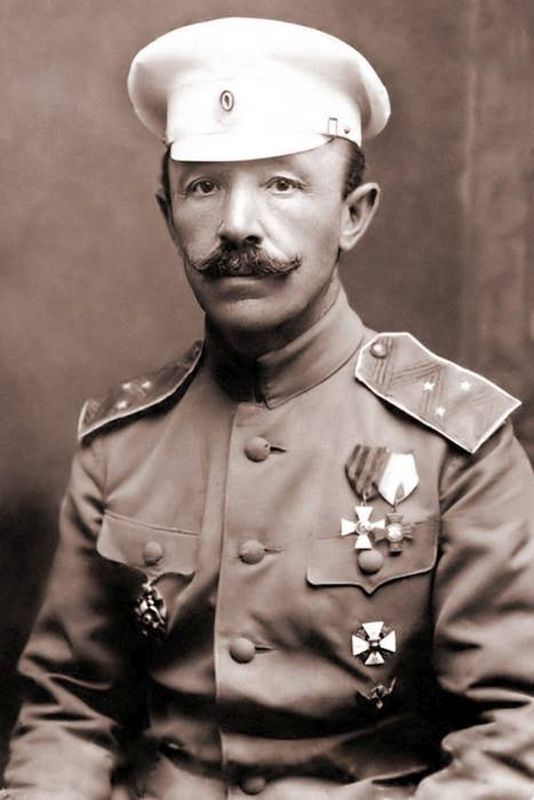
Генерал-лейтенант И. Г. Барбович
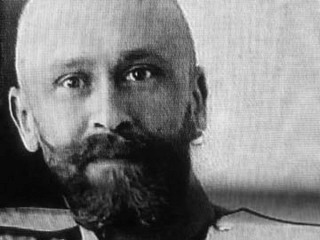
Генерал Н. Н. Стогов, последний комендант Севастополя и начальник тылового района
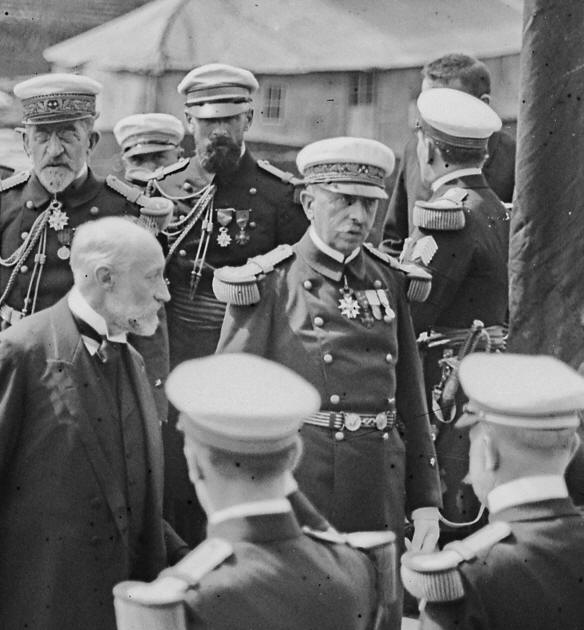
Дюмениль, Шарль Анри,  контр-адмирал, командующий французской эскадрой
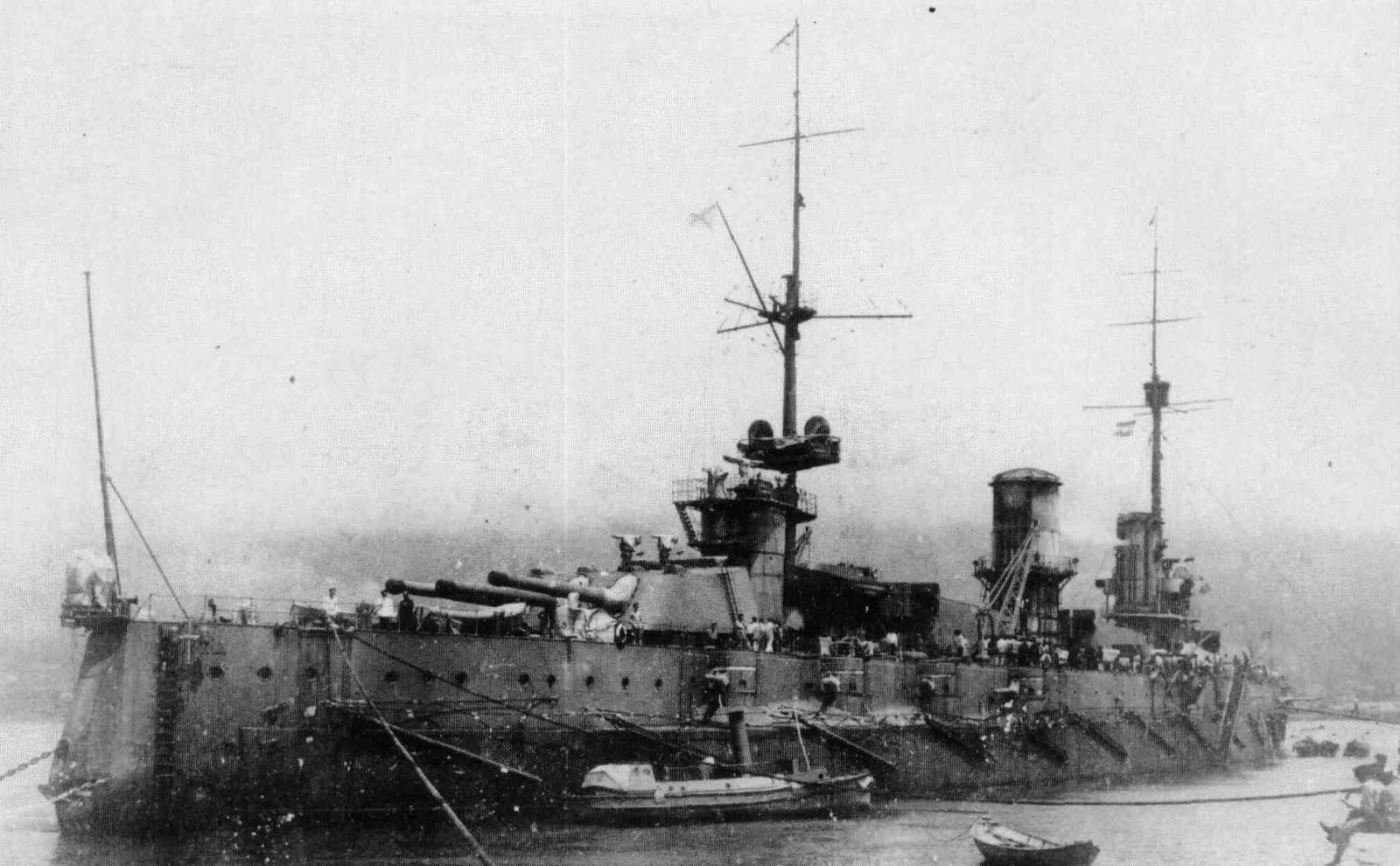
Флагман  Русской эскадры линкор "Генерал Алексеев" (бывший "Император Александр III").
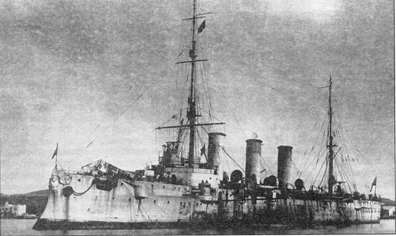
Флагман П. Н. Врангеля, крейсер "Генерал Корнилов" (бывший "Очаков").

### Ход эвакуации
За время эвакуации из портов Крымского полуострова (Севастополь, Евпатория, Керчь, Феодосия, Ялта) вышло 126 судов и «судёнышек» (мелких катеров и буксиров, шедших автономно или на буксире), вместивших в себя до 146 тысяч человек, не считая команд. В исторической литературе приводятся и другие цифры — из Севастополя эвакуировались 65 тысяч человек на более чем 80 судах, из Ялты почти 13 тысяч на 12 судах, из Феодосии почти 30 тысяч на 7 судах, из Керчи более 32 тысяч человек на 29 судах. Эвакуация шла в несколько кильватерных колонн, схемы движения которых контр-адмирал М. А. Кедров по памяти нарисовал в эмиграции в своих рукописях.
Части Русской армии оторвались от советских войск. Красная армия вошла в Севастополь, когда корабли белых уже вышли на рейд. По иронии судьбы в день эвакуации из Севастополя генерал Врангель вручил корниловцам, марковцам и дроздовцам наградные Николаевские знамёна.

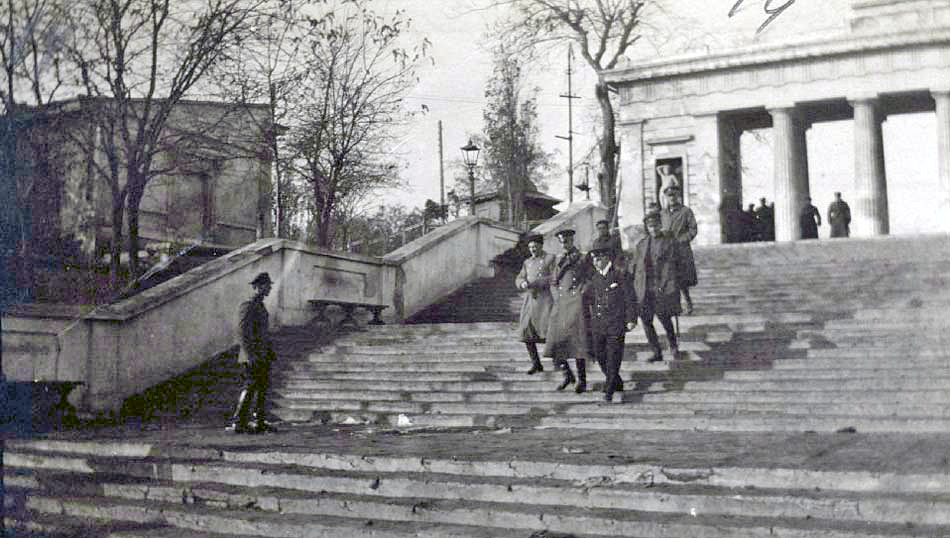
П. Н. Врангель в последний раз спускается по лестнице Графской пристани в Севастополе. Ноябрь 1920 года

Утром 14 ноября генерал П. Н. Врангель и командующий флотом адмирал М. А. Кедров обошли на катере грузящиеся суда Севастополя, погрузка которых почти закончилась. В тот же день суда из Севастополя стали выходить в море, а утром 15 ноября прибыли в Ялту. В Ялте погрузка также уже закончилась и все желающие были размещены, а в городе «было полное спокойствие, улицы почти пусты». В два часа дня многочисленные плавсредства пошли на Феодосию. В Феодосии погрузка проходила менее удачно. 1-я кубанская дивизия генерала Дейнеги, не успев погрузиться, пошла на Керчь. С борта крейсера «Генерал Корнилов» Врангель посылает радиотелеграмму генералу Ф. Ф. Абрамову в Керчь, приказывая «во что бы то ни стало дождаться и погрузить кубанцев». Утром 16 ноября по радио было принято сообщение от Абрамова: «кубанцы и терцы прибыли в Керчь, погрузка идет успешно».
14 и 15 ноября в Керчи в спокойной обстановке шла посадка на «Мечту», «Екатеринодар», «Хоракс», «Поти», «Самару». За городом офицеры и квартирьеры Керченского гарнизона, собранные в отдельный батальон, специально предназначенный для поддержания порядка при погрузке, встречали подходившие части, указывали им дорогу к пристани, сообщали правила погрузки. Грузились конные части донских и кубанских казаков, местный гарнизон и тыловые учреждения. Ярким солнечным днем 16 ноября погрузились последние патрули юнкеров В то же время историк Ф. И. Елисеев приводит в своей книге факты об оставлении казаков в Керчи и Феодосии из-за плохой организации эвакуации и недостаточного количества судов. Астраханские и терские казаки погрузиться не успели.
Безопасность эвакуации обеспечивал французский крейсер «Вальдек-Руссо», уходивший последним вместе со штабом генерала Врангеля. Французские представители, по воспоминаниям М. А. Кедрова, настаивали, чтобы русские корабли подняли французские флаги, под покровительство какой страны и были отданы беженцы, но русские отстояли право уходить на чужбину под Андреевскими флагами.

### В Константинополе
На суда этой русской флотилии, на иностранные корабли и на временно мобилизованные суда Добровольного флота были погружены войска, семьи офицеров, часть гражданского населения крымских портов. За время перехода 15 ноября 1920 года во время шторма в Чёрном море затонул только один миноносец «Живой» с 250 людьми на борту. По прибытии в Константинополь русским судам было выделено место для стоянки и карантина на рейде Мода, находящемся между Константинополем и Принцевыми островами. Значительная часть пассажиров покинула корабли в оккупированном Антантой Константинополе, пополнив ряды белой эмиграции, а армия была размещена в лагерях на полуострове Галлиполи (1 Армейский корпус), в провинции Чаталджа (Донской казачий корпус) и на острове Лемнос (Кубанцы).

В своих воспоминаниях П. Н. Врангель писал о командующем флота, что:
Кедров имел репутацию исключительно умного, решительного и знающего моряка. При личном знакомстве он произвел на меня наилучшее впечатление. После некоторых колебаний адмирал Кедров изъявил согласие должность принять. Этот выбор оказался чрезвычайно удачным. Беспримерная в истории исключительно успешная эвакуация Крыма в значительной мере обязана своим успехом адмиралу Кедрову.
После прибытия в Константинополь он довёл Русскую эскадру до Бизерты (Тунис). 31 декабря 1920 сдал командование контр-адмиралу М. А. Беренсу и выехал в Париж.
В период с 8 декабря 1920 года по февраль 1921 года флотилия, сведенная в русскую эскадру, перебазировалась в тунисский порт Бизерту. На кораблях «русской эскадры», помимо матросов и офицеров флота, находилось около 5400 беженцев, включая казаков, корниловцев и технические войска.
Сохранилось несколько редких фотоснимков момента эвакуации в Севастополе и в Ялте.
В Константинополе гражданские беженцы были размещены в нескольких лагерях вокруг города и находились под покровительством Франции. На азиатском берегу был организован лагерь Тузла под покровительством Великобритании. Беженские лагеря на Принцевых островах находились под смешанным международным контролем. Их вывоз по странам Европы из Турции завершился только к 1923 году. Военные были разоружены, затем сведены в три корпуса и вывезены далее на Галлиполийский полуостров, на остров Лемнос и в район Чаталджа. Для поддержания дисциплины по соглашению с французами воинским частям оставили одну двадцатую часть легкого стрелкового вооружения при некотором количестве пулемётов, у офицеров оружия не отбирали. Автомобили также оставались в распоряжении русского командования.

## В искусстве
Первые автобиографические и художественные описания эвакуации появились в среде русской эмиграции первой волны. Многие в 1920—1930 годах были изданы в СССР.
Владимир Маяковский писал в поэме «Хорошо» 1927 года.
Хлопнув дверью, сухой, как рапорт,
Из штаба опустевшего вышел он.
Глядя на ноги шагом резким шел
Врангель в черной черкеске.
Город бросили.
На молу — голо.
Лодка шестивесельная стоит у мола.
И над белым тленом,
как от пули падающий,
на оба колена
упал Главнокомандующий.
Трижды землю поцеловавши,
трижды город перекрестил.
Под пули в лодку прыгнул...
— Ваше
превосходительство, грести?
— Грести!
Пьеса М. Булгакова «Бег» (1926—1927) была раскритикована лично И. В. Сталиным как «попытка оправдать белое движение» и при жизни автора не ставилась несмотря на заступничество Максима Горького (первая постановка в театре вышла в 1957 году), однако была поставлена[когда?] пьеса под названием «Дни Турбиных». В апреле 1929 года «Дни Турбиных» были сняты с репертуара — автора обвиняли в мещанском и буржуазном настроении, пропаганде белого движения. По указанию Сталина спектакль был восстановлен и вошёл в классический репертуар театра.
Автобиографическое стихотворение казачьего поэта Николая Туроверова «Уходили мы из Крыма» было написано в 1940 году.
Крымская эвакуация показана в нескольких советских художественных фильмах: «Служили два товарища» режиссёра Евгения Карелова (1968) и «Бег» режиссёра Александра Алова и Владимира Наумова (1970), «Берега в тумане» режиссёра Юлия Карасика (1985).
События Крымской эвакуации легли в основу песни Олега Газманова «Есаул».

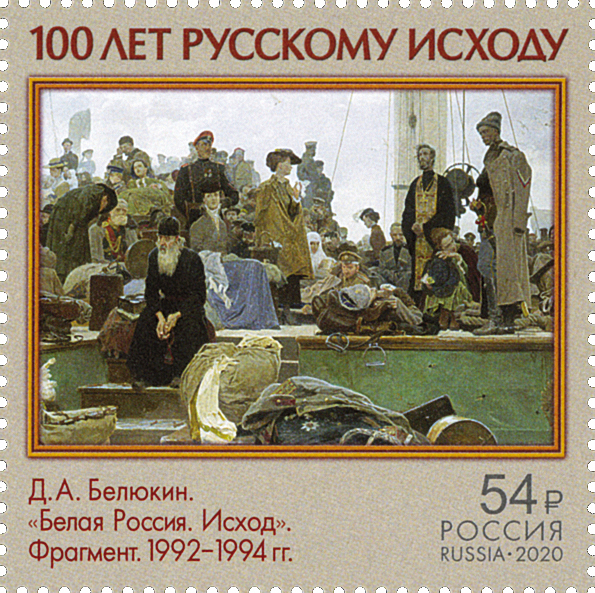
Почтовая марка 2020 года. 100 лет исходу Русской Армии и окончанию Гражданской войны в европейской части России. На почтовой марке изображён фрагмент картины Д. А. Белюкина «Белая Россия. Исход» (1992—1994 гг.)

## Память

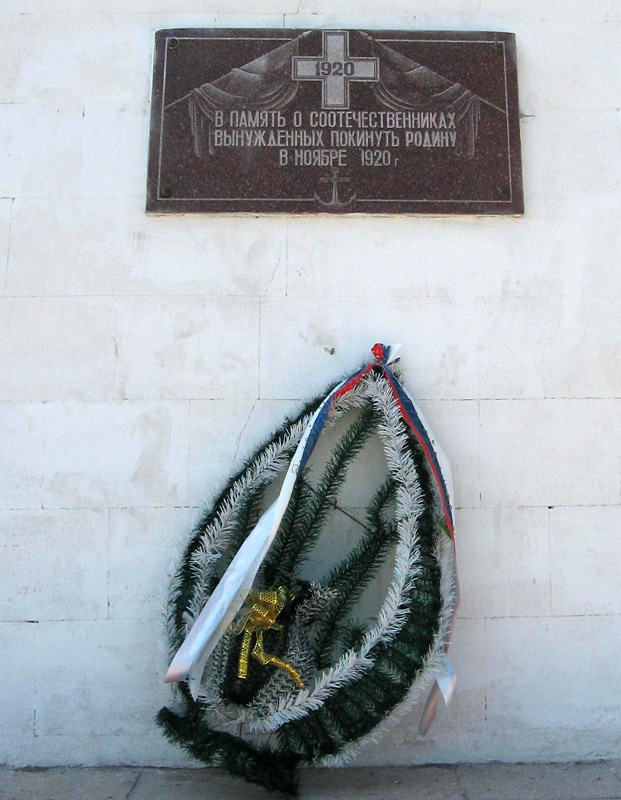
Табличка в память вынужденных покинуть Родину на Графской пристани

В ноябре 1995 года на Графской пристани Севастополя была установлена мемориальная табличка «В память о соотечественниках, вынужденных покинуть Родину в ноябре 1920 года».
В память 90-летия эвакуации Русской армии из Крыма в 2010 году Дроздовским Объединением была выпущена памятная медаль.
К 100-летию эвакуации в Севастополе много лет обсуждалось сооружение памятника примирения. Идея активно продвигалась и поддерживалась Алексеем Чалым и Русским историческим обществом. Название «Памятник примирения» вызвало критику с разных сторон, как представителей радикально «правых», так и «левых» сил.
Памятник был открыт весной 2021 года в Севастополе на берегу Карантинной бухты под названием «Сыновьям России, воевавшим в Гражданскую войну».
Предположительно, последней живой участницей Крымской эвакуации в мире была Тамара Владимировна Крутикова. Она скончалась 6 июля 2022 года в Новом Белграде, Белград, Сербия. На момент смерти ей исполнилось 110 лет и 101 день.

Сцены эвакуации
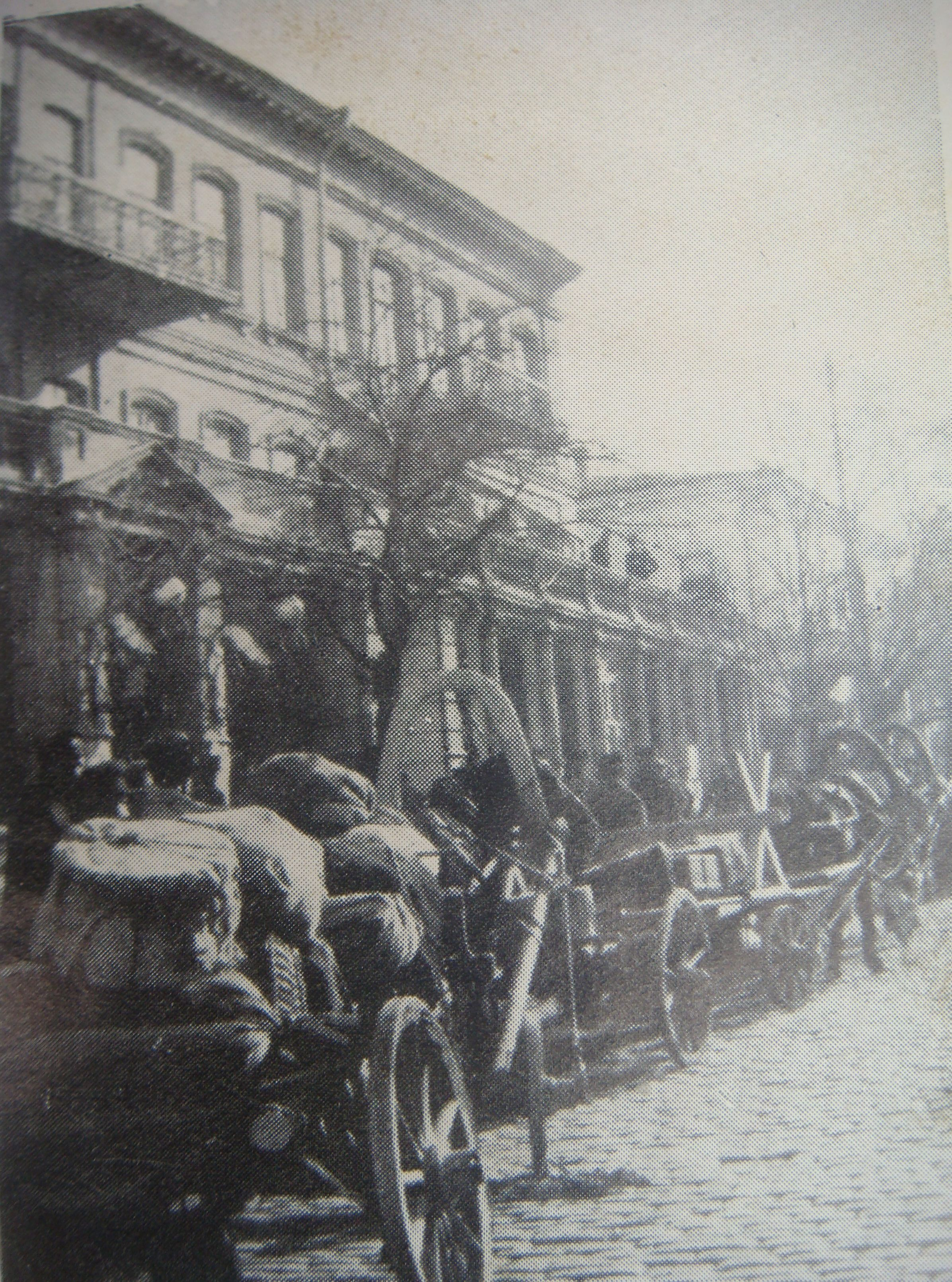
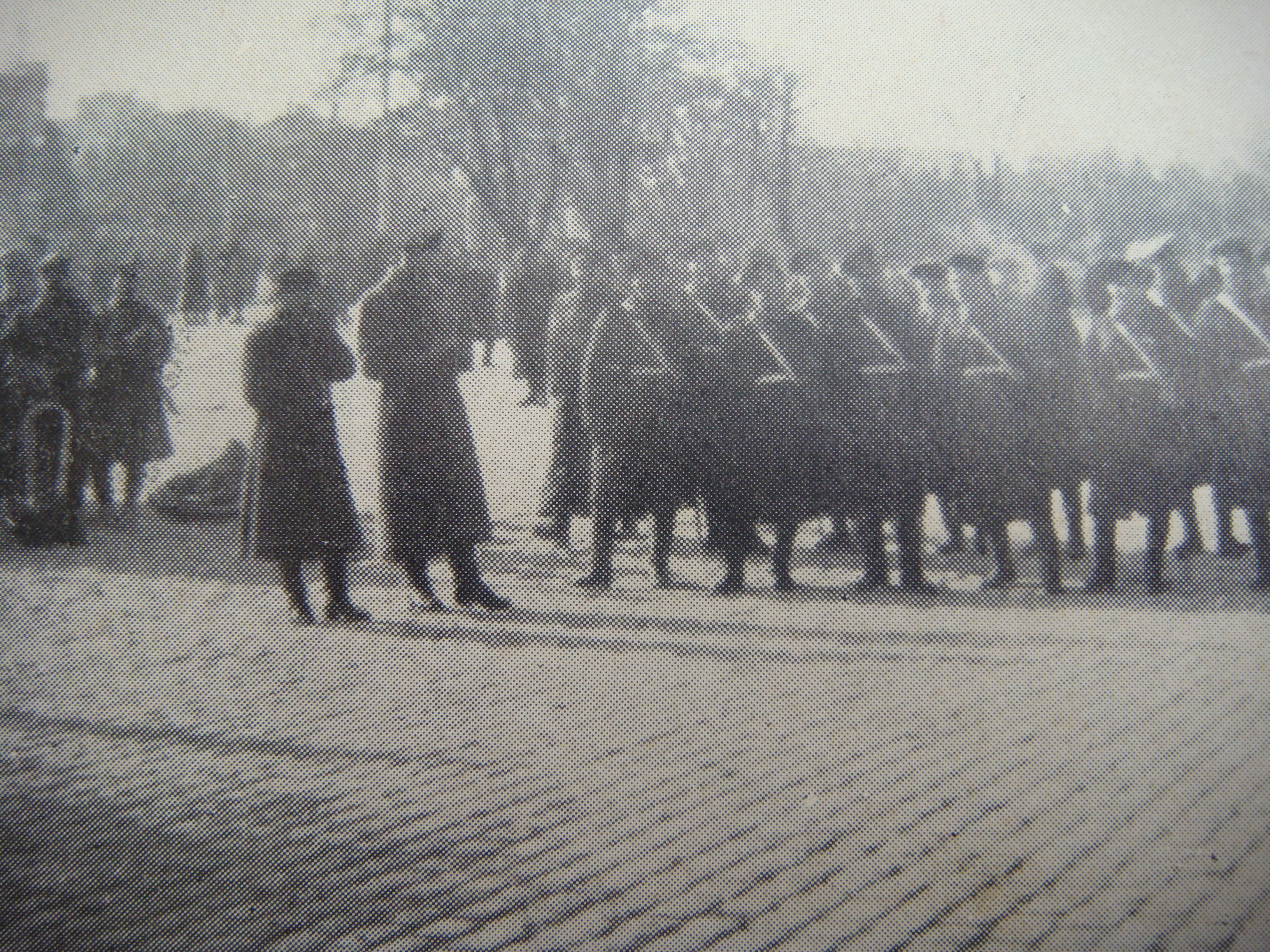
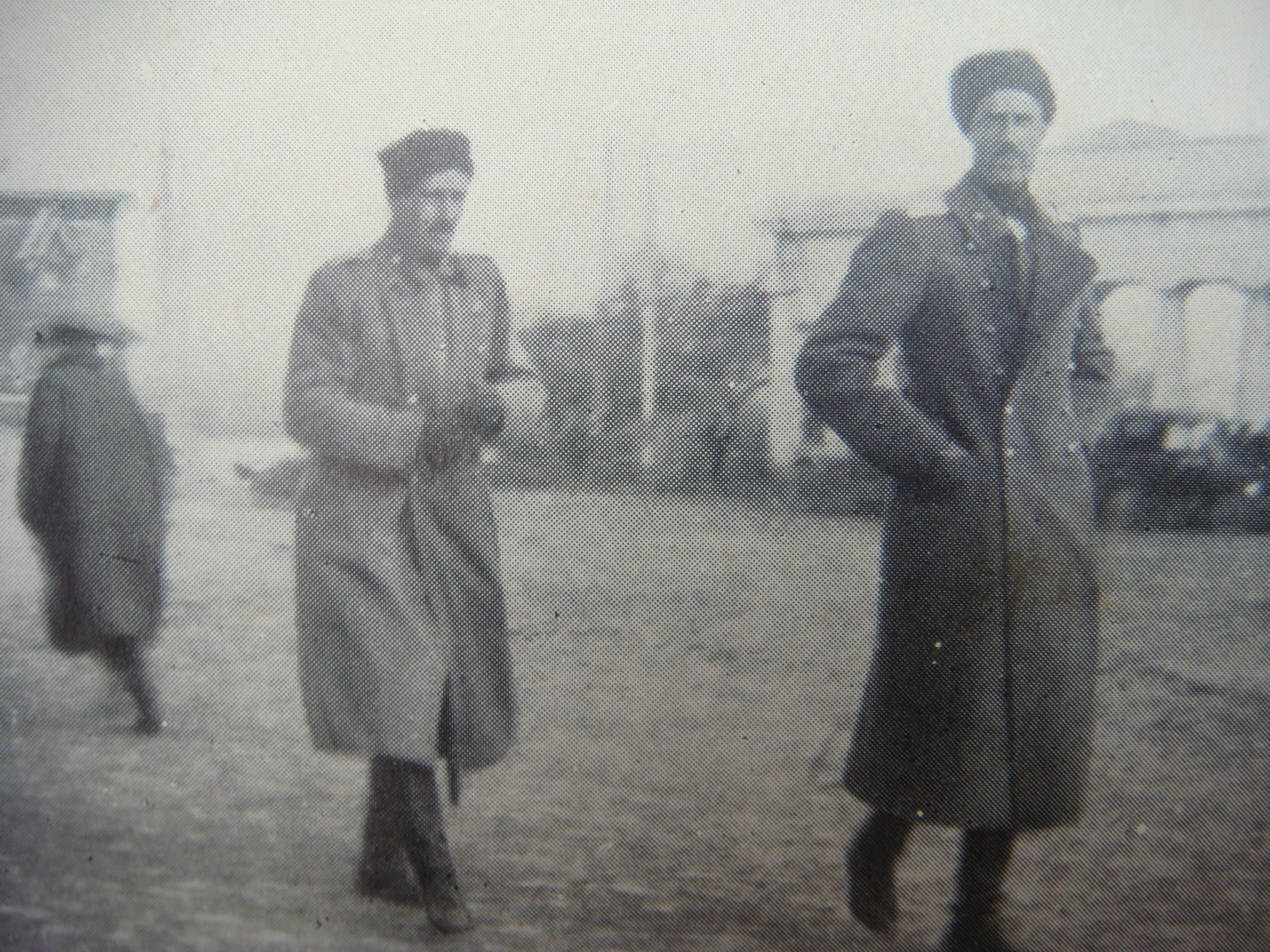
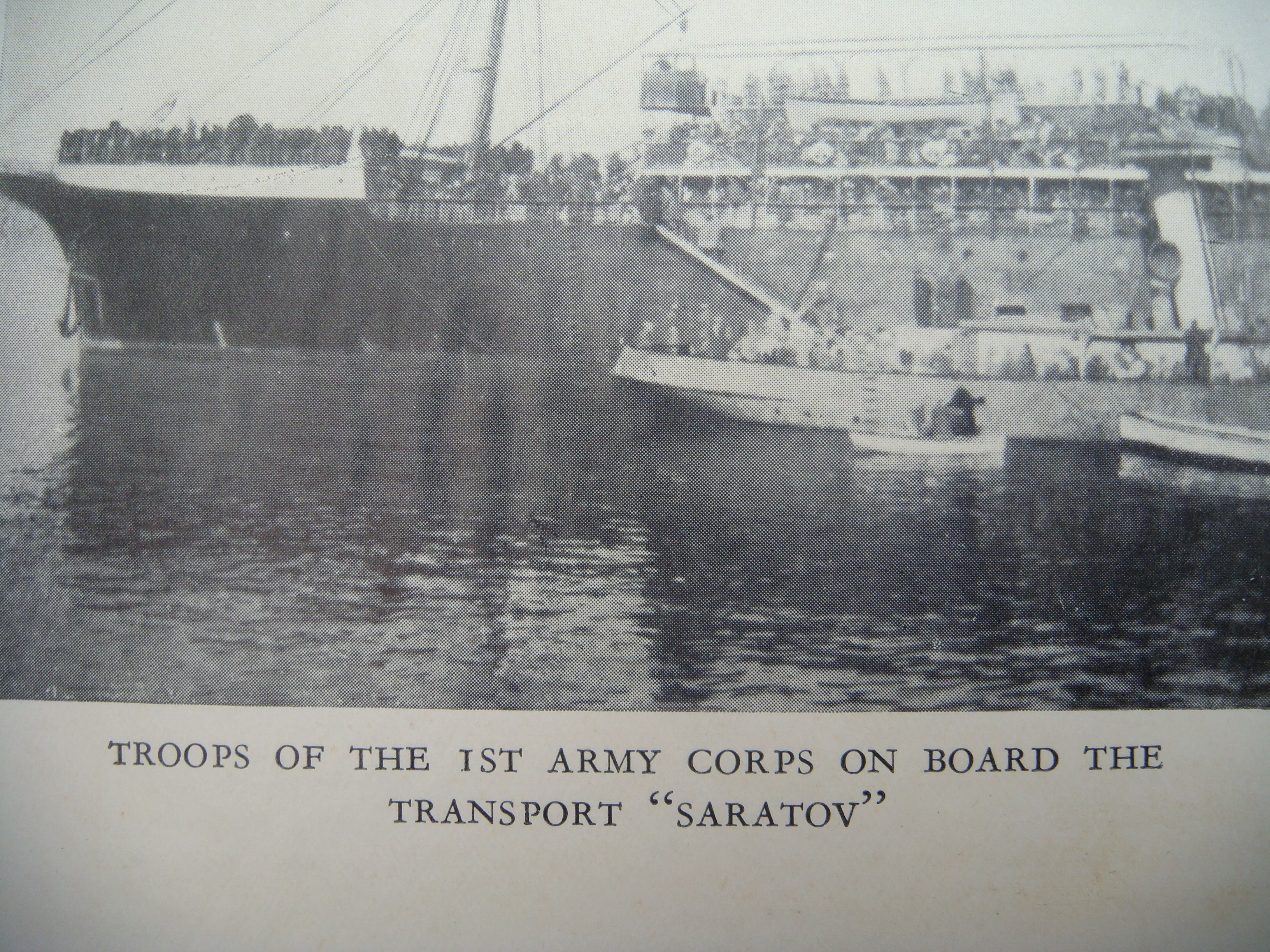
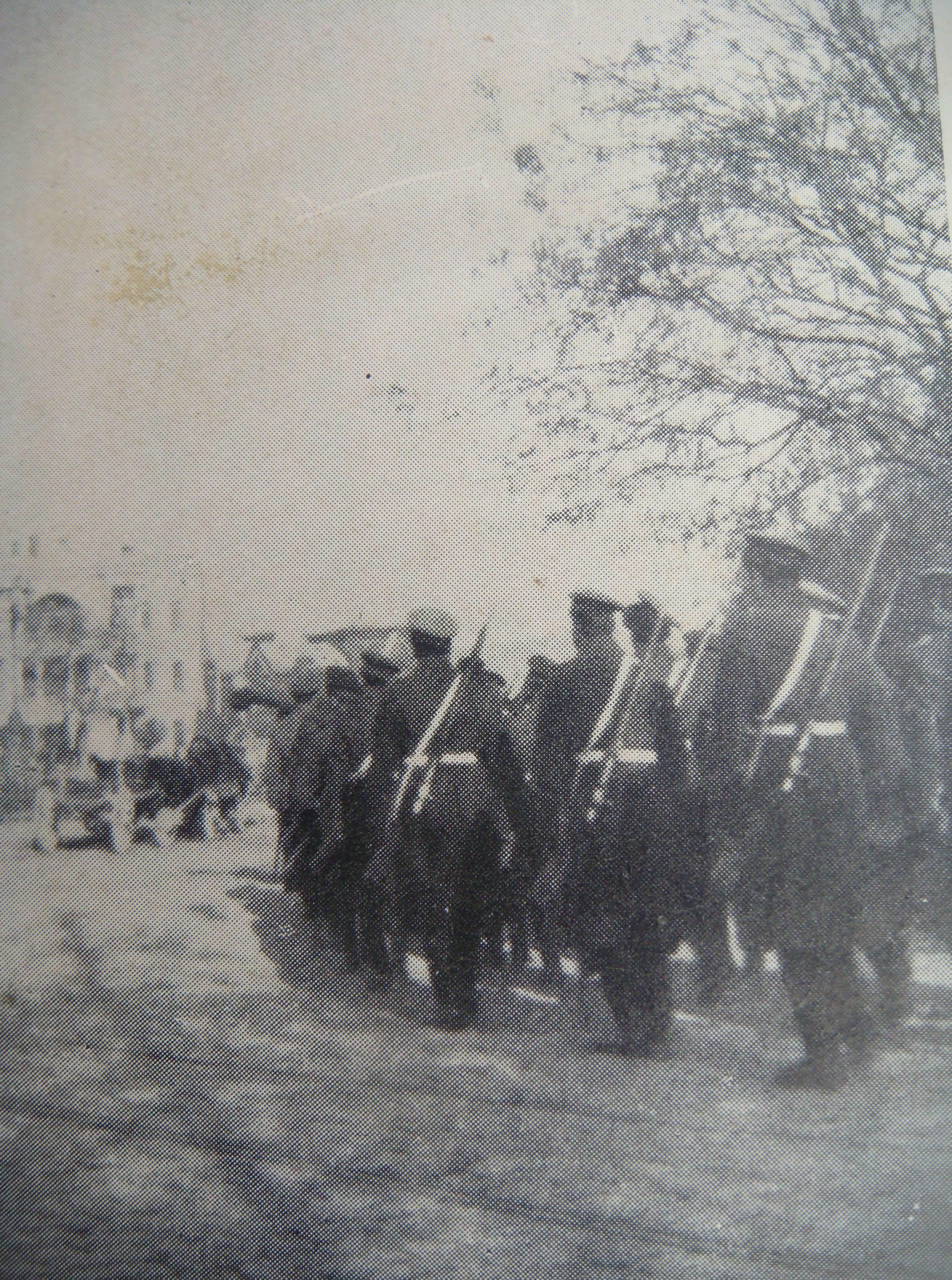
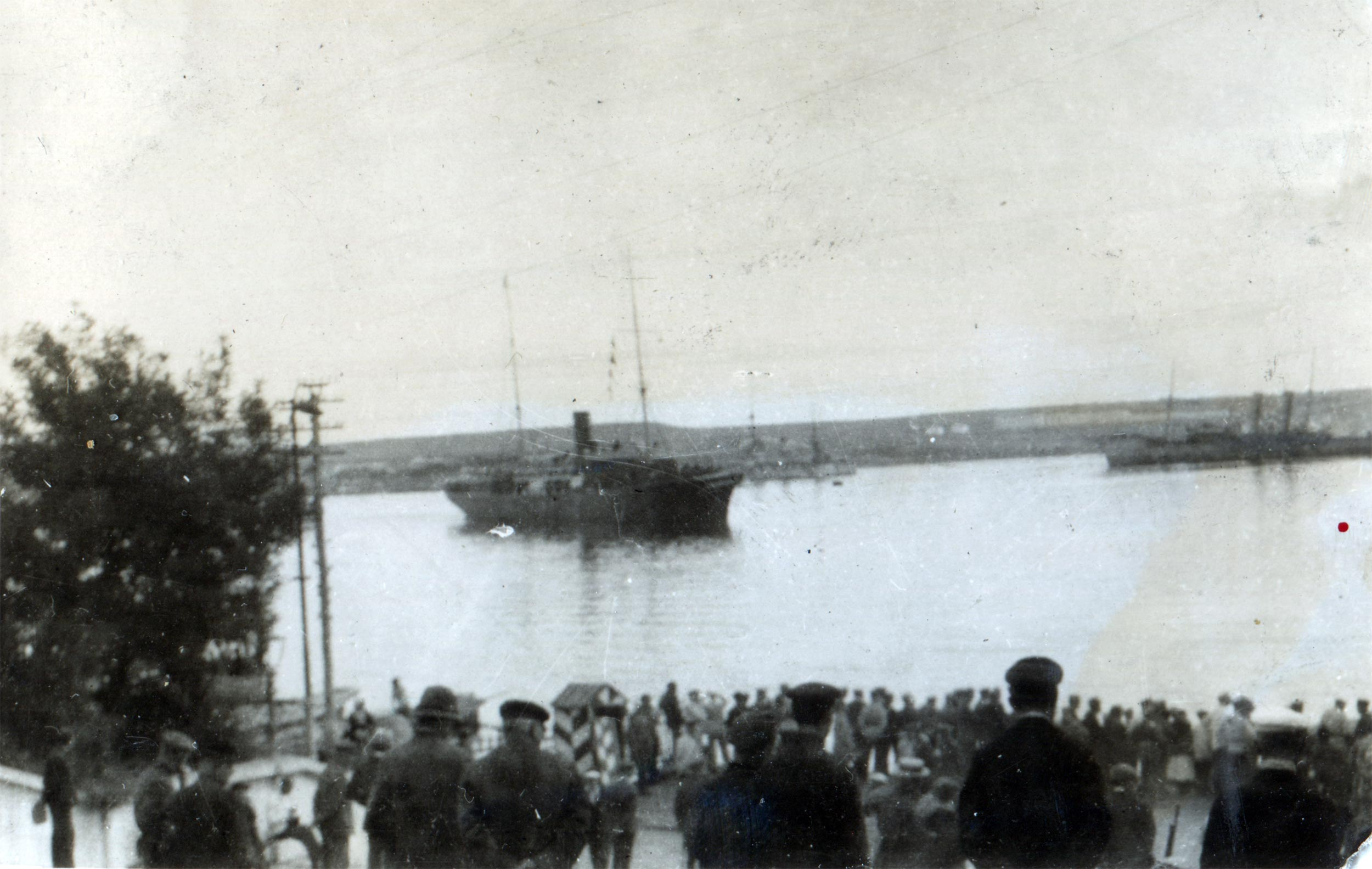
Пароход "Сежет", графская пристань, Севастополь
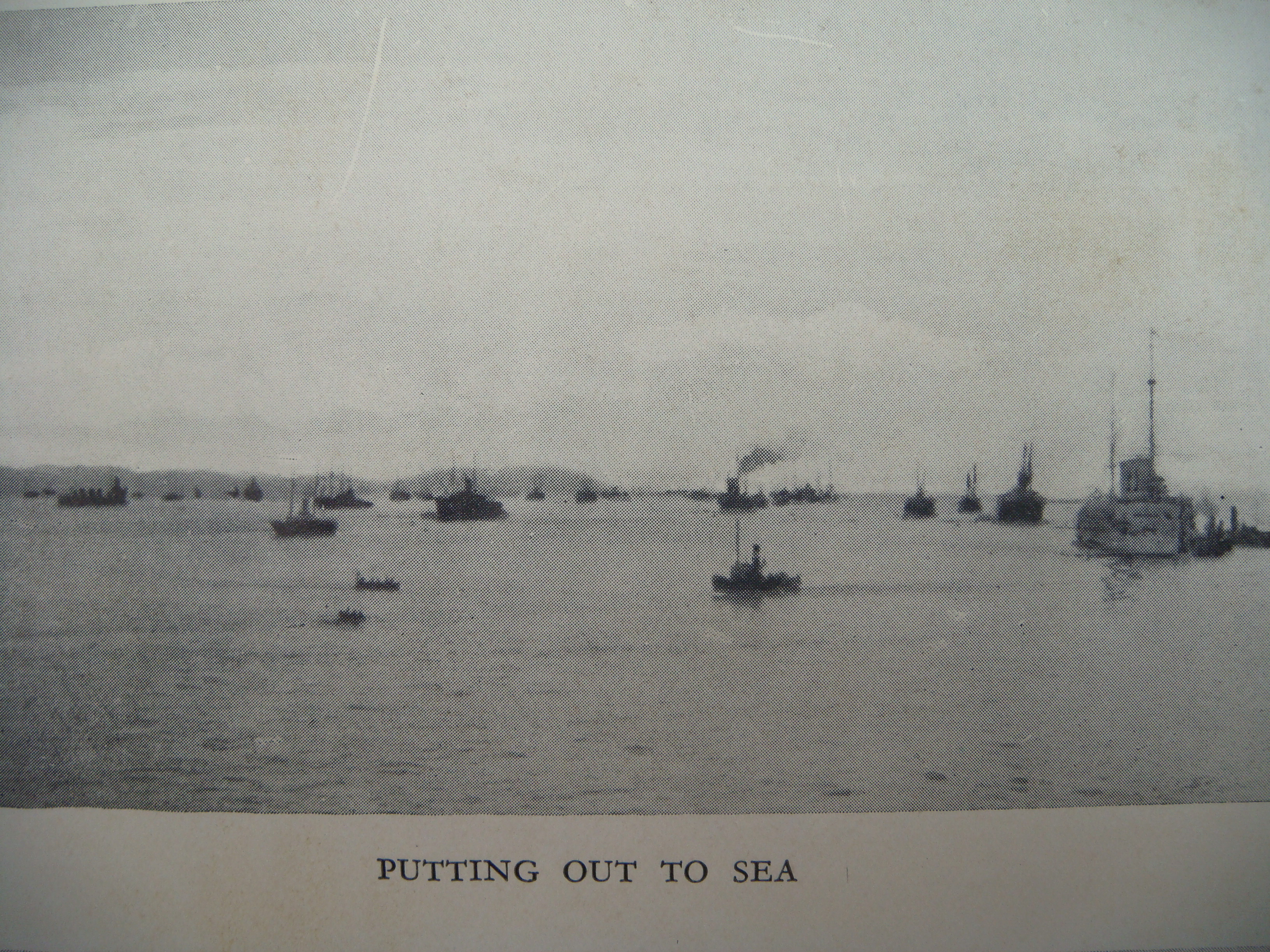
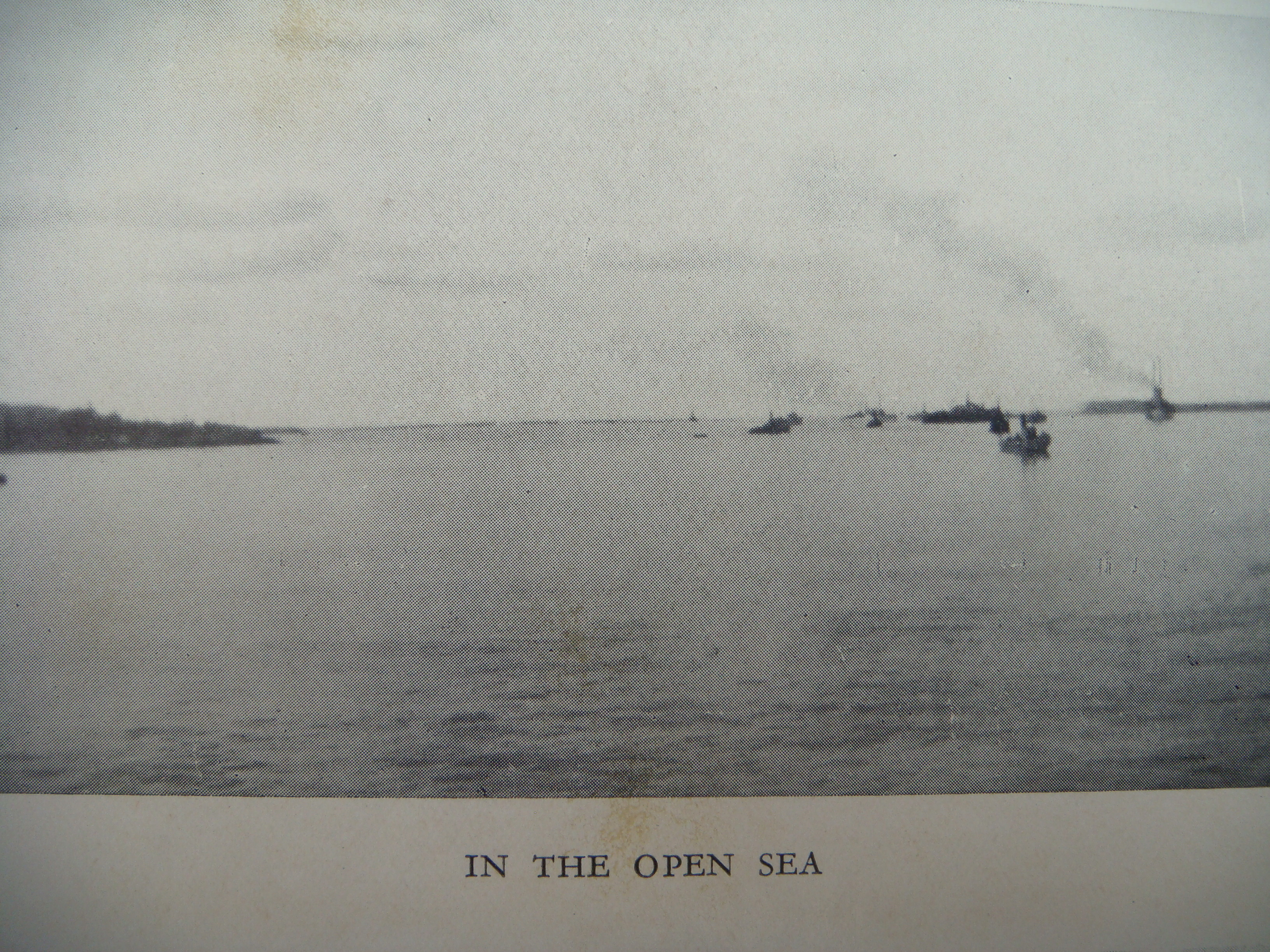
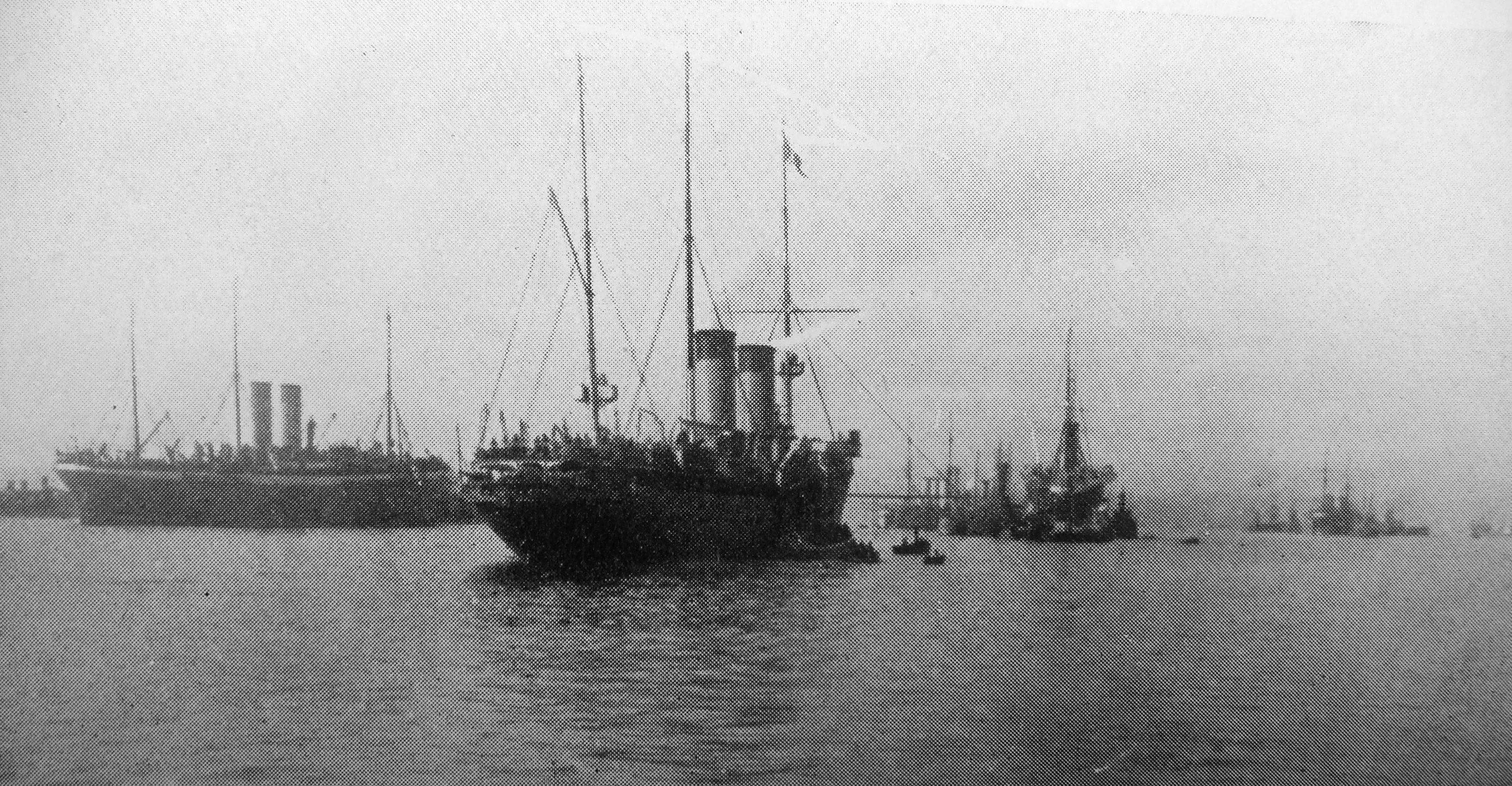
Русский флот генерала Врангеля достиг Босфора, 1920 год